# 通書
《通書》是北宋學者周敦頤（1017年-1073年）的代表著作之一。該書又名《易通書》，為易學著作，全書共40章，全文共計2601字。